# Bourakébougou
Bourakébougou est un village du Mali situé à environ 60 kilomètres au nord-ouest de Bamako, dans la commune rurale de Diédougou-Torodo. La population s'élevait à 1 443 habitants au recensement de 2009. Le village doit sa notoriété à l'exploitation, depuis 2012, d'une micro-centrale électrique alimentée par un gisement de dihydrogène naturel.

## Historique
Un important gisement de dihydrogène naturel y a été découvert en 1987,. Les habitants du village disaient y entendre depuis un demi-siècle une sorte de bourdonnement. Un puits de forage destiné à trouver de l'eau est tombé accidentellement sur une poche de gaz à environ 100 mètres de profondeur ; un ouvrier qui fumait une cigarette à proximité a été brûlé au visage. Le puits avait alors été cimenté. Le dihydrogène proviendrait d'une « surmaturation du pétrole » vraisemblablement enfoui à proximité.
Exploité depuis par le consortium Petroma, le gaz, qui est composé de 98 % de dihydrogène et 2 % de méthane et de diazote, a permis à Bourakébougou de devenir le premier lieu au monde à consommer de l'électricité non polluante, produite par une turbine électrique de 35 kilovoltampères qui fournit 7 kW et qui n'a que de l'eau pure comme résidu de combustion, et ce avec un très faible coût de production.
Une partie du village est à présent éclairée par cette électricité extrêmement peu polluante.